# Лотарь I
Ло́тарь I (нем. Lothar, фр. Lothaire; 795 — 29 сентября 855, Прюм) — император из династии Каролингов, старший сын Людовика Благочестивого. Король Баварии в 814—817 годах, король Италии в 818—843 годах, король Средне-Франкского королевства в 843—855 годах. С 817 года был соправителем отца, но на грамотах его имя встречается рядом с отцовским только с 825 года. Коронован императором в 823 году. Вместе с братьями неоднократно выступал против отца. Заключил Верденский договор о разделе империи, а незадолго до смерти отказался от престола и разделил своё государство между сыновьями: Людовиком, Карлом и Лотарем.

## Биография

### Взаимоотношения с отцом

Франкская империя в 828 году

Изданное в 817 году императором Людовиком I Благочестивым Ordinatio imperii, представляло собой попытку утвердить новый принцип престолонаследия. Максимальная власть вместе с императорским титулом сосредоточивалась в руках одного из принцев, Лотаря. Два его младших брата, Пипин и Людовик, получали, соответственно, Аквитанию и Баварию, окраинные территории, правда, очень беспокойные в политическом отношении. Братья, кроме того, подчинялись воле Лотаря в военном и политическом отношении и даже не могли жениться без его согласия. В случае смерти Пипина или Людовика новый раздел не предусматривался — их земли автоматически отходили к Лотарю.
Если же преждевременно умирал он, то его титул, земли и полномочия по решению аристократии передавались одному из младших братьев. Ordinatio было утверждено присягой всех подданных и благословлено папой. В том же году Лотарь получил титул августа и стал соправителем отца. Ordinatio imperii пришло в резкое противоречие с устоявшейся традицией престолонаследия, восходящей ещё к варварским временам и требовавшей наделения принцев равными долями наследства. Это породило череду междоусобных войн в 830—840-е годы. В ходе них стало ясно, что новый принцип не пользуется поддержкой среди большей части франкской аристократии.
Несколько раз Лотарь восставал против отца. В 830 году Лотарь поддержал восстание младшего брата Пипина I против отца. Компьенский съезд провозгласил Лотаря правителем империи. Но прошло совсем немного времени, и он лишился власти из-за интриг братьев. В 832 году сыновья восстали вновь, и в июне 833 года Лотарь во второй раз низложил отца. К несчастью для себя, братья никак не могли договориться, так что уже в марте 834 года сторонники Людовика Благочестивого вернули ему власть. Лотарь пытался сопротивляться, был разбит в июне 834 года в сражении у Блуа и должен был на коленях вымаливать себе прощение. В последние годы жизни отца Лотарь довольствовался властью над Италией, мечтая об отделении Итальянской империи, и вмешиваясь во внутреннее управление Папской области. 23 февраля 840 г. заключил Pactum Lotharii с Венецианской республикой о совместных действиях против славян и уточнении её границ.

### Война Лотаря с Людовиком Немецким
В июне 840 года, сразу после смерти Людовика, Лотарь разослал по всем областям империи гонцов объявить, что он вступил в обладание отцовским наследством и требует присяги себе. Но к этому времени смуты и разделы уже так ослабили центральную власть, что утвердиться в государстве можно было лишь силой оружия. Брат Лотаря, Людовик Немецкий, первым начал военные действия. Не встречая сопротивления, он прошёл по Алемании до Рейна, взял Вормс, вступил во Франконию и Саксонию. Услышав об этом, Лотарь повёл своё войско из Италии к Рейну.
Он обещал утвердить всех вассалов, которые признают его власть, во владении их ленами, а всем непокорным грозил смертью и конфискациями. В Австразии он встретил самую горячую поддержку. К другому брату, королю Аквитании Карлу Лысому, Лотарь отправил посольство с дружескими уверениями, а сам обратился против Людовика, отбил Вормс и переправился через Рейн. Две армии сошлись между Франкфуртом-на-Майне, но битвы не произошло: братья заключили перемирие до 11 ноября.

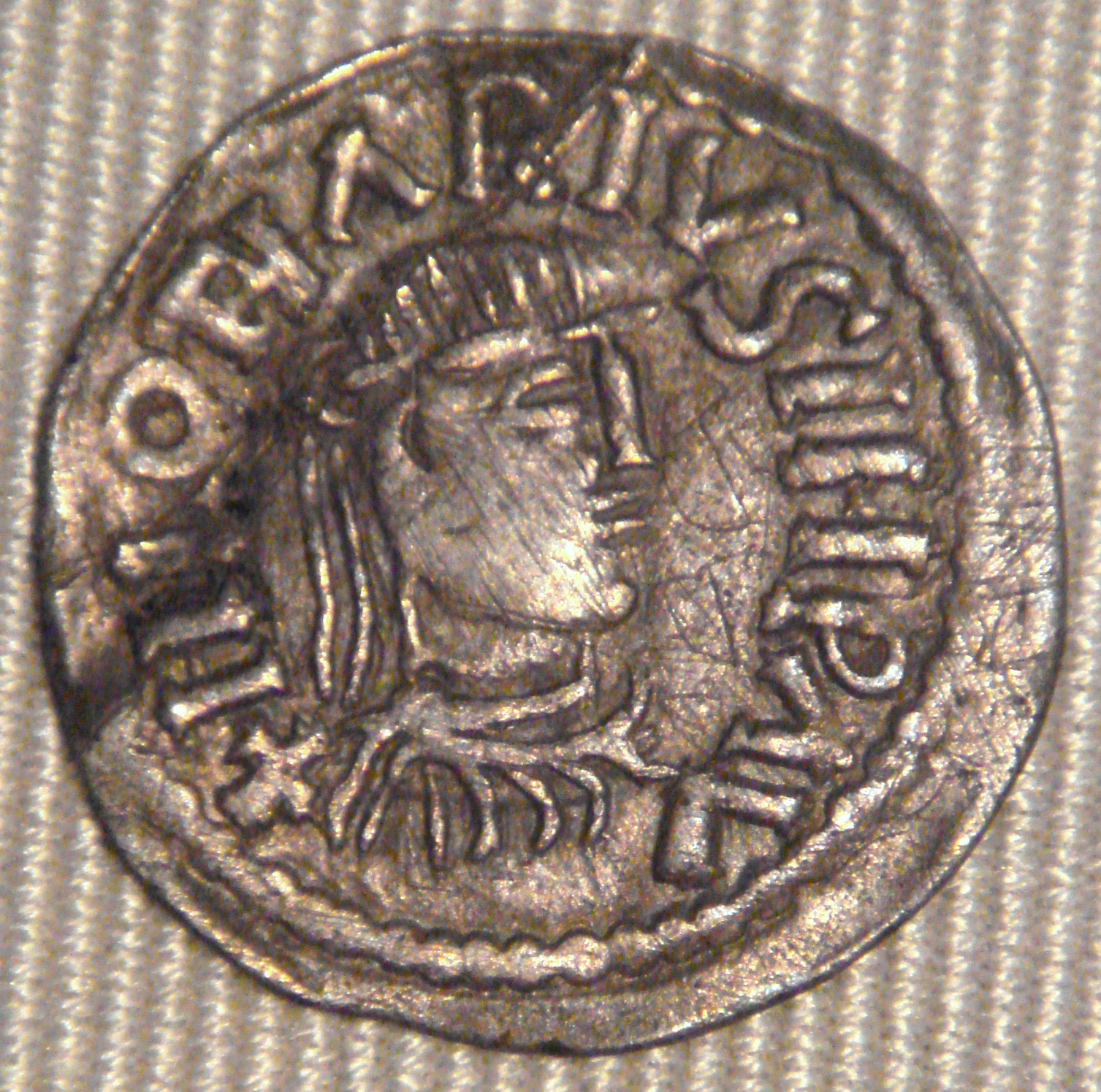
Денарий Лотаря I (840—855 гг.).

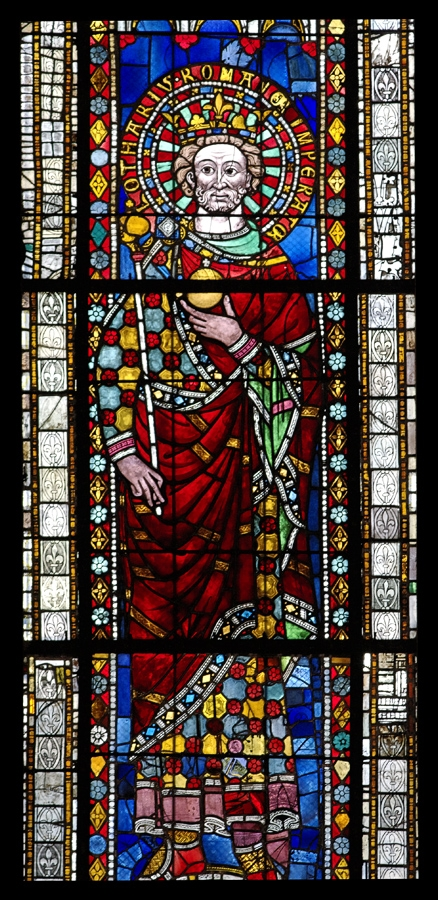
Витраж с изображением Лотаря I. Страсбургский собор, XIII век.

### Битва при Фонтенуа
От Рейна Лотарь двинулся на юг к Луаре и здесь неподалёку от Орлеана встретил Карла Лысого с его армией. Дело опять не дошло до битвы, но был заключён новый договор о разделе владений. Карл принуждён был уступить большую часть своих владений старшему брату — за ним осталась только южная Франция до Луары и некоторые области между Роной и Сеной. Весной 841 года Лотарь обратился против Людовика. Франконцы и саксонцы перешли на его сторону, и он оттеснил брата обратно в Баварию. Однако Карл тоже не бездействовал — одолев вассалов Лотаря на западе, он овладел всеми землями до Сены, занял Сен-Дени и Труа. В Аттиньи к нему прибыли послы от Людовика и предложили союз против Лотаря. Карл охотно принял это предложение, так как только соединившись с братом, мог надеяться на успешное окончание войны. Людовик двинулся навстречу Карлу. Алеманцы у Рисгау пытались остановить его, но потерпели поражение. Людовик перешёл Рейн и неподалёку от Шалона соединился с Карлом.
Братья отправили к Лотарю посольство, предлагая миром решить все спорные вопросы. Людовик требовал себе все земли к востоку от Рейна, а Карл — Аквитанию и Нейстрию. Лотарь отверг эти предложения. 25 июня 841 года неподалёку от Осера, близ Фонтенуа (Фонтенуа-ан-Пюизе), произошла решительная битва. Сподвижники Лотаря первыми атаковали своих врагов. Сам император на коне яростно врубился в ряды неприятеля и своей рукой поразил многих врагов. Однако общий исход битвы был не в его пользу. Людовик с частью своего войска сражался столь храбро при Бретинеллах, что Лотарь не мог более сопротивляться и обратился в бегство. Другая часть войск Лотаря, на которую Карл учинил нападение в местечке Фей, тоже скоро показала тыл. Наконец третий отряд императора был разбит при Гулене.
Союзные государи одержали полную победу. В этой битве, по словам летописцев, пало с обеих сторон такое множество франков, что современники не помнили другого подобного истребления. По их словам, после этого у франков уже не было сил не то, что для расширения пределов империи, но даже для защиты собственных земель. Крови было пролито столько, что ручей и болото стали красными, а поля кругом побелели от одежд убитых. Победители были ослаблены и не преследовали бегущих, удовольствовавшись добычей, взятой в их стане. На следующий день, в воскресенье, победители, отслужив благодарственное молебствие, хоронили убитых и подбирали раненых, не делая разницы между товарищами и неприятелями. После этого Карл и Людовик разъехались каждый в своё королевство.

### Перемирие 842 года
14 февраля 842 года Карл II и Людовик II скрепили свой союз Страсбургскими клятвами. Тем временем Лотарь собрал в Ахене новое войско. Чтобы привлечь на свою сторону саксонцев, он обещал им восстановить те права, какими они пользовались во время язычества. Возбуждённые его обещаниями, саксонцы поднялись против своих вельмож-феодалов (большая часть которых была по происхождению франками, поселёнными в Саксонии Карлом Великим). Лотарь вступил также в союз с язычниками-норманнами, дал им для поселения остров Валхерен и графство Рюстринген, а также позволил в обмен на помощь грабить другие христианские народы. Весной 842 года война возобновилась.
Не в силах противостоять объединённому войску братьев, Лотарь отступил из Ахена через Шалон и Труа в Лион. Здесь приверженцы начали покидать его. Стараясь удержать их, он раздал все свои сокровища (в том числе распилил на куски знаменитый серебряный стол Карла Великого, удивительное произведение искусства), но всё было напрасно. Его вассалы и епископы съехались в Ахен и выразили свою покорность Карлу Лысому и Людовику Немецкому. Видя себя теснимым со всех сторон, Лотарь, наконец, согласился на переговоры. 15 июня 842 года было заключено перемирие. Все три брата съехались на маленьком островке Соны Ансилле и договорились простить друг другу все неудовольствия, примириться и разделить между собой поровну все области государства, остающиеся за прежним выделом Италии, Баварии и Аквитании.

### Верденский договор

Раздел Франкской империи по Верденскому договору 843 года.
Королевство Лотаря I
Королевство Людовика II Немецкого
Королевство Карла II Лысого

11 августа 843 года в Вердене братья заключили договор о разделе империи. Лотарь взял себе, кроме Италии, Прованс, бургундские земли между Роной и Альпами, земли по правому берегу Роны до Юзе, Вивье и Лиона, герцогство Бургундское по обе стороны Юры до Аре с одной стороны и Соны — с другой, мозельскую землю от саксонской границы до устья Шельды, и землю фризов между устьями Рейна и Везера. Его государство оказалось совершенно искусственным и потому не могло быть прочным. После Верденского раздела Лотарь ещё несколько раз съезжался с братьями для переговоров (в 844 году около Тионвиля, в 847 и 851 годах — в Мерсене, в 848 году — в Кобленце, в 849 году — в Перонне, в 853 году — в Льеже), но съезды не мешали столкновениям между братьями. Последние годы жизни Лотарь провёл в борьбе с норманнами.

### Смерть Лотаря I

Каролингская империя после Прюмского договора 855 года
Королевство Лотаря II
Королевство Людовика II
Королевство Людовика Немецкого
Королевство Карла II Лысого
Королевство Карла Прованского

После Вердена Лотарь поселился в Австразии, где находилась столица империи Ахен и было построено много дворцов. В Италию он отправил сына Людовика II, которого провозгласил королём итальянским. В начале 855 года император тяжело заболел и в сентябре этого года ему стало понятно, что он уже не может в полной мере управлять своим королевством. Под влиянием архиепископа Реймса Гинкмара он принял решение отречься от престола и уйти в монастырь. Однако до осуществления этого шага ему предстояло разделить свои земли между тремя сыновьями.
19 сентября 855 года старый император Лотарь, почувствовав приближение смерти, на вилле Шюллер (около Прюма) произвёл раздел своих владений в виде своего завещания. Старшему сыну Людовику досталась Италия с императорским титулом в придачу; среднему Лотарю — лучшие франкские владения от Фризии до Юра с центром в Ахене, и к тому же Лотарингия; Карл же, эпилептический ребёнок, который в будущем, как полагали, вряд ли произведёт на свет потомство, получил Прованс, которым на деле управлял Жерар, граф Лионский и Вьеннский.
Вслед за тем он сложил с себя власть и постригся в монахи в Прюмском аббатстве. Через шесть дней после пострижения, 29 сентября 855 года, он умер.

### Наследие
Прюмский договор сначала вызвал раздоры среди сыновей покойного Лотаря: император Людовик II желал получить земли вне Италии, а Лотарь II хотел овладеть королевством своего младшего брата Карла. Сам по себе раздел Срединного королевства, произведённый Лотарем I, стал следствием ослабления франкского единства и в результате привёл к скорой потере значения императорского титула, не наделённого ресурсами, способными влиять на ситуацию во всех франкских государствах. Границы королевств, установленные Прюмским договором, просуществовали только до смерти короля Карла Прованского в 863 году.
Двоедушный и коварный, Лотарь соединял набожность с развратом. Известно «римское уложение» («римская конституция», Constitutio Romana) Лотаря, заключённое с папой римским Евгением II 11 ноября 824 года. В уложении собраны важнейшие постановления римского государственного права того времени, определены правила суда в Риме и отношения папы к императору (в частности, введена самая ранняя известная нам папская присяга и пункт, по которому ни один папа не мог быть рукоположён, пока его избрание не будет одобрено франкским императором).

### Семья
- Жена: (с 15 октября 821 года) Ирменгарда Турская (804—20 марта 851), дочь графа Тура Гуго
  - Людовик II (825—12 августа 875), король Италии и император с 855 года[3]
  - Хильтруда (826—865/866); муж: граф Камерино Беренгар (умер в октябре 868)
  - Берта (ок. 830 — после 7 мая 852), аббатиса Авене до 847 года, позже аббатиса Фармотье
  - Ирменгарда (ок. 826/830—849); муж: с 846 года — граф в Маасгау Гизельберт
  - Гизела (ок. 830—860), аббатиса Сан-Сальвадора в Брешии в 851—860 годах
  - Лотарь II (835—8 августа 869), король Лотарингии с 855 года
  - Ротруда (родилась в 835/840); муж: с ок. 850/851 года — Ламберт II (умер 1 мая 852)
  - Карл (845—25 февраля 863), король Прованса с 855 года
- Также Лотарь имел одного незаконного сына от Доды:
  - Карломан (родился в 853).